# Contea di Gloucester (Virginia)
La contea di Gloucester (in inglese Gloucester County ) è una contea dello Stato della Virginia, negli Stati Uniti. La popolazione al censimento del 2000 era di 34 780 abitanti. Il capoluogo di contea è Gloucester.